# Katalpovke
Katalpovke (lat. Bignoniaceae), biljna porodica u redu medićolike. Pripada joj preko 900 vrsta. Ime je dobila po rodu bignonija (Bignonia), odnosno u hrvatskom jeziku po rodu katalpa (Catalpa).
U Hrvatskoj je zastupljena od vrste katalpa ili cigaraš, ime koje je dobila zbog duguljastog izgleda na cigaru (Catalpa bignonioides) i vrste Campsis radicans, čiji je hrvatski naziv roda kampsis, trubljačac ili tekoma. Ime tekoma je i hrvatski naziv roda Tecoma.

## Opis
Bignoniaceae, porodica puzavica ili katalpa iz reda cvjetnica Lamiales. Sadrži oko 110 rodova i više od 800 vrsta drveća, grmlja i, najčešće, vinove loze, uglavnom tropske Amerike, tropske Afrike i indo-malajskog područja. Oni čine važan dio ekosustava tropskih šuma zbog brojnih penjačkih loza. Nekoliko ih se nalazi u umjerenim regijama, osobito stablo katalpe (Catalpa), trubljačac (Campsis) i loza (Bignonia).
Porodicu karakteriziraju nasuprotno spareni, obično dvosložni listovi i dvospolni cvjetovi u obliku zvona ili lijevka. Cvjetovi imaju čašku i vjenčić s pet režnjeva, dva duga i dva kratka prašnika koji izlaze iz cjevčice vjenčića i tučak smješten na disku iznad mjesta pričvršćivanja ostalih dijelova cvijeta. Jajnik se sastoji od dva srasla plodišta koja nose ovule i obuhvaćaju dvije (rijetko jednu) komore koje sadrže mnogo ovula pričvršćenih duž središnje osi. Sjemenke su obično plosnate i krilate i uglavnom se rađaju u obliku kapsule.
Među važnim ukrasnim i korisnim članovima su afrički tulipanovac (Spathodea campanulata), krescentija (Crescentia cujete), kigelija ili “drvo-kobsica” (Kigelia africana), korjenita tekoma (Campsis radicans), “križna loza” (Bignonia capreolata), “mačja kandža” (Dolichandra unguis-cati), drvo-truba (Tabebuia), jakaranda (Jacaranda), “cvjetna vrba” (Chilopsis linearis) i “kapski orlovi nokti” (Tecoma capensis).

## Rodovi
1. Familia Bignoniaceae Juss. (904 spp.)
  1. Tribus Jacarandeae Seem.
    1. Jacaranda Juss. (54 spp.)

  2. Tribus Tourrettieae G. Don
    1. Tourrettia Foug. (1 sp.)
    2. Eccremocarpus Ruiz & Pav. (3 spp.)

  3. Tribus Argylieae Endl.
    1. Argylia D. Don (12 spp.)

  4. Tribus Tecomeae Endl.
    1. Astianthus D. Don (1 sp.)
    2. Campsis Lour. (2 spp.)
    3. Tecoma Juss. (8 spp.)
    4. Tecomaria Spach (2 spp.)
    5. Podranea Sprague (2 spp.)
    6. Deplanchea Vieill. (6 spp.)
    7. Lamiodendron Steenis (1 sp.)
    8. Neosepicaea Diels (4 spp.)
    9. Pandorea Spach (9 spp.)
    10. Campsidium Seem. (1 sp.)
    11. Tecomanthe Baill. (6 spp.)
    12. Incarvillea Juss. (18 spp.)
    13. Dinklageodoxa Heine & Sandwith (1 sp.)

  5. Tribus Delostomeae ined.
    1. Delostoma D. Don (4 spp.)
    2. Callichlamys Miq. (1 sp.)

  6. Tribus "Paleotropska klada"
    1. Spathodea P.Beauv. (1 sp.)
    2. Catophractes D. Don (1 sp.)
    3. Rhigozum Burch. (7 spp.)
    4. Tecomella Seem. (1 sp.)
    5. Radermachera Zoll. & Moritzi (19 spp.)
    6. Santisukia Brummitt (2 spp.)
    7. Pajanelia DC. (1 sp.)
    8. Pauldopia Steenis (1 sp.)
    9. Stereospermum Cham. (26 spp.)
    10. Kigelia DC. (1 sp.)
    11. Newbouldia Seem. (1 sp.)
    12. Heterophragma DC. (2 spp.)
    13. Fernandoa Welw. ex Seem. (15 spp.)
    14. Markhamia Seem. (5 spp.)
    15. Dolichandrone (Fenzl) Seem. (11 spp.)
    16. Perichlaena Baill. (1 sp.)

  7. Tribus Coleeae Bojer ex Reveal
    1. Colea Bojer (33 spp.)
    2. Rhodocolea Baill. (15 spp.)
    3. Phylloctenium Baill. (2 spp.)
    4. Phyllarthron DC. (21 spp.)

  8. Tribus "Tabebuia savez" osim Crescentieae
    1. Sparattosperma Mart. ex Meisn. (2 spp.)
    2. Godmania Hemsl. (2 spp.)
    3. Zeyheria Mart. (2 spp.)
    4. Cybistax Mart. ex Meisn. (1 sp.)
    5. Tabebuia Gomes (74 spp.)
    6. Ekmanianthe Urb. (2 spp.)
    7. Roseodendron Miranda (2 spp.)
    8. Handroanthus Mattos (36 spp.)

  9. Tribus Crescentieae G. Don
    1. Parmentiera DC. (10 spp.)
    2. Crescentia L. (6 spp.)
    3. Amphitecna Miers (23 spp.)
    4. Paratecoma Kuhlm. (1 sp.)
    5. Romeroa Dugand (1 sp.)
    6. Spirotecoma (Baill.) Dalla Torre & Harms (4 spp.)

  10. Tribus Oroxyleae A.H.Gentry ex Reveal & L.G.Lohmann
    1. Hieris Steenis (1 sp.)
    2. Millingtonia L.f. (1 sp.)
    3. Nyctocalos Teijsm. & Binn. (4 spp.)
    4. Oroxylum Vent. (1 sp.)

  11. Tribus Catalpeae DC. ex Meisn.
    1. Catalpa Scop. (9 spp.)
    2. Chilopsis D. Don (1 sp.)

  12. Tribus Bignonieae Dumort.
    1. Perianthomega Bureau ex Baill. (1 sp.)
    2. Adenocalymma Mart. (92 spp.)
    3. Stizophyllum Miers (3 spp.)
    4. Manaosella J. C. Gomes (1 sp.)
    5. Pleonotoma Miers (16 spp.)
    6. Martinella Baill. (5 spp.)
    7. Dolichandra Cham. (9 spp.)
    8. Bignonia L. (31 spp.)
    9. Amphilophium Kunth (48 spp.)
    10. Pyrostegia C. Presl (2 spp.)
    11. Mansoa DC. (17 spp.)
    12. Anemopaegma Mart. ex Meisn. (48 spp.)
    13. Pachyptera DC. ex Meisn. (6 spp.)
    14. Tanaecium Sw. (22 spp.)
    15. Fridericia Mart. (61 spp.)
    16. Lundia DC. (13 spp.)
    17. Tynanthus Miers (16 spp.)
    18. Cuspidaria DC. (21 spp.)
    19. Xylophragma Sprague (10 spp.)

## Vanjske poveznice
- Bignoniaceae
- Flora of Botswana
- Flora of Burundi
- Flora of the Democratic Republic of Congo
- Flora of Malawi
- Flora of Mozambique
- Flora of Rwanda
- Flora of Zambia
- Flora of Zimbabwe